# Richard Fleischer
Richard O. Fleischer (8. prosince 1916, Brooklyn, New York – 25. března 2006, Woodland Hills, Kalifornie) byl americký filmový režisér.

## Osobní život
Narodil se v roce 1916 v newyorském Brooklynu do rodiny Essie (rodným příjmením Goldsteinové) a animátora a producenta Maxe Fleischera. Ve filmu začínal jako režisér krátkých animovaných filmů Betty Boop, Pepek námořník a seriálu Superman, které produkoval jeho otec.
S hranými snímky debutoval ve studiích RKO Pictures roku 1942, když v průběhu 40. let natáčel krátkometrážní filmy, dokumenty a kompilace archivních němých snímků nazvané Flicker Flashbacks. Z pozice producenta obdržel v roce 1947 Oscara za dokumentární počin s názvem Design for Death, který zkoumal kulturní motivy vedoucí k rozšíření japonského impéria během druhé světové války.
První celovečerní film režíroval v roce 1946. Ranou éru tvorby spojil výhradně s thrillery ve stylu noir jako byly Bodyguard (1948), The Clay Pigeon (1949), Follow Me Quietly (1949), Armored Car Robbery (1950) a The Narrow Margin (1952).
Jeho otec byl spoluzakladatelem Fleischer Studios, které daly vzniknout animovaným postavám Betty Boop, Pepkovi námořníkovi či klaunu Koko. Roku 1993 napsal memoáry Just Tell Me When to Cry, v nichž nastínil problémy s herci, spisovateli a producenty. Roku 2005 pak vydal paměti věnované svému otci nazvané Out of the Inkwell: Max Fleischer and the Animation Revolution.
Zemřel roku 2006 v osmdesáti devíti letech ve spánku v důsledku špatného zdraví. Po většinu předchozího roku trpěl problémy s dýcháním.

## Režijní filmografie
- 1989 – Call from Space
- 1987 – Penězománie
- 1985 – Rudá Sonja
- 1984 – Ničitel Conan
- 1983 – Amityville - Dům hrůzy
- 1983 – Příliš tvrdý
- 1980 – The Jazz Singer
- 1979 – Ashanti
- 1977 –  Crossed Swords
- 1976 – Neuvěřitelná Sarah
- 1975 – Mandingo
- 1974 – Pan Majestyk
- 1974 – Spikesova banda
- 1973 – Soylent Green
- 1973 – Šéf je mrtvý
- 1972 – The New Centurions
- 1971 – Blind Terror
- 1971 – The Last Run
- 1971 – Rillington Place č.10
- 1970 – Tora! Tora! Tora!
- 1969 – Che!
- 1968 – Bostonský případ
- 1967 – Pan doktor a jeho zvířátka
- 1966 – Fantastická cesta
- 1961 – Barabáš
- 1961 – The Big Gamble
- 1960 – Crack in the Mirror
- 1959 – Nátlak
- 1959 – These Thousand Hills
- 1958 – Vikingové
- 1956 – Bandita
- 1956 – Between Heaven and Hell
- 1955 – The Girl in the Red Velvet Swing
- 1955 – Violent Saturday
- 1954 – 20 000 mil pod mořem
- 1953 – Arena
- 1952 – The Happy Time
- 1952 – The Narrow Margin
- 1951 – His Kind of Woman
- 1950 – Armored Car Robbery
- 1949 – The Clay Pigeon
- 1949 – Follow Me Quietly
- 1949 – Make Mine Laughs
- 1949 – Trapped
- 1948 – Bodyguard
- 1948 – Flicker Flashbacks No. 3
- 1948 – Flicker Flashbacks No. 4
- 1948 – Flicker Flashbacks No. 5
- 1948 – Flicker Flashbacks No. 6
- 1948 – Flicker Flashbacks No. 7
- 1948 – So This Is New York
- 1947 – Banjo
- 1947 – Flicker Flashbacks No. 1
- 1947 – Flicker Flashbacks No. 6
- 1947 – Mr. Bell
- 1946 – Child of Divorce
- 1945 – Flicker Flashbacks No. 1, Series 1

### Dokumentární
- 1967 – Think Twentieth
- 1948 – Flicker Flashbacks No. 2
- 1947 – Design for Death
- 1944 – Memo for Joe